# 三遊亭伊織
三遊亭 伊織（さんゆうてい いおり、1987年5月1日 - ）は、落語協会に所属する落語家。三遊亭歌武蔵門下の二ツ目。本名∶永田 岳郎。

## 来歴
神奈川県大和市出身。桜美林高等学校を経て、玉川大学農学部卒業後、三遊亭歌武蔵に入門。2013年11月1日に前座として楽屋入り、前座名は「歌むい」。
2016年11月1日に柳家小はぜ、柳家小かじと共に二ツ目昇進、「伊織」と改名。
2021年10月、大和市文化芸術未来賞受賞。
2026年3月21日、柳家圭花、三遊亭ふう丈、柳家小はぜ、入舟辰乃助とともに真打昇進予定。

## 芸歴
- 2012年7月∶三遊亭歌武蔵に入門。
- 2013年11月∶前座となる、前座名「歌むい」。
- 2016年11月∶二ツ目昇進、「伊織」と改名。

## 人物
趣味∶ゲーム、料理、野球観戦、読書。笛などの鳴り物を得意とする。
読書好きが高じ、奇数月に「圭花 伊織の国語Ⅰ」という会を柳家圭花と共に開いている。
「落語界の奥田民生」と言われている。
遅刻を嫌う師匠歌武蔵の門下で、遅刻は見習い時代の一度しかしなかった。その一回で破門を覚悟したが、歌武蔵は怒らず、「お前は歌太郎と違って遅刻しないと思ってたのに…」と言われ、そこから一度も遅刻をしていない。
生物の教員免許を持っている。
夫人は薬剤師。
大きなホールの落語会でモギリをやっていた時に、チケットを持たずに入り口を通ろうとする男性がいたので「ちょっと！おじさん！だめですよ！」と言って止めたら三遊亭好楽だったことがある。なお、同じ要領で柳家喬太郎を止めた事もある。